# Paul Kiss
 (novembre 2020).
Pour les articles homonymes, voir Kiss.
Paul Kiss, né le 5 mars 1886 à Kézdiszentkereszt (hu) (à l'époque en Hongrie, aujourd'hui Poian en Roumanie) dans les Carpates et mort en 1962 à Linières-Bouton en France, est un ferronnier d'art.
Il a exposé dans les grandes manifestations artistiques françaises des années 1920.
Paul Kiss a contribué à élever le travail du métal au rang de forme d'art dans les années 1920 et 1930, en créant de magnifiques  meubles meubles, lampes de table et miroirs muraux avec des détails ornementaux exquis, d'inspiration Art Déco. Les pièces présentaient souvent des motifs géométriques, des motifs végétaux et des figures humaines et animales.
Kiss est né en Hongrie en 1885, mais il s'est installé à Paris en 1907. Il y travaille sous la direction de Raymond Subes et Edgar Brandt, deux des métallurgistes les plus célèbres de l'époque. Après la Première Guerre mondiale, Kiss a ouvert son propre studio et showroom dans la rue Léon-Delhomme. Kiss a conçu et produit de nombreuses pièces de mobilier en fer tout au long des années 1920 et 1930. Il a été chargé de restaurer des monuments historiques et de créer de nouveaux monuments publics. Parmi ses clients figuraient les rois du Siam et d'Égypte.
Kiss a réalisé le travail du métal pour le monument aux morts à Levallois-Perret, en France, pour lequel il a reçu la médaille d'argent au Salon des artistes français en 1924. En 1925, il expose au Salon des Artistes Décorateurs et à l'Exposition internationale des arts décoratifs et industriels modernes.
Dans les années 1920, Kiss a été le mentor du jeune designer Paul Fehér. Plus tard, Fehér s'est installé aux États-Unis, où il est devenu un designer de renom pour Rose Iron Works, poursuivant la tradition que lui avait transmise Kiss.

## Récompenses
- Médaille d'argent en 1924 l'exposition des artistes Français
- Médaille d'or en 1925 à l'Exposition Internationale des Art Déco
- Médaille de Bronze en 1926 à l'Exposition Musée Galliéra
- Médaille d'Or en 1928 à l'Exposition professionnelle des Architectes Français
- Médaille de Bronze de la Ville de Paris en 1929 pour avoir formé des ouvriers spécialisés